# Benjamin Markley Boyer

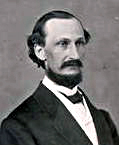
Benjamin Markley Boyer

Benjamin Markley Boyer (* 22. Januar 1823 in Pottstown, Montgomery County, Pennsylvania; † 16. August 1887 in Norristown, Pennsylvania) war ein US-amerikanischer Politiker. Zwischen 1865 und 1869 vertrat er den Bundesstaat Pennsylvania im US-Repräsentantenhaus.

## Werdegang
Benjamin Boyer besuchte die öffentlichen Schulen seiner Heimat und studierte danach bis 1841 an der University of Pennsylvania in Philadelphia. Nach einem anschließenden Jurastudium und seiner 1844 erfolgten Zulassung als Rechtsanwalt begann er in diesem Beruf zu arbeiten. Zwischen 1848 und 1850 war er stellvertretender Bezirksstaatsanwalt im Montgomery County. Politisch schloss er sich der Demokratischen Partei an. Während des Bürgerkrieges war er Hauptmann in den Staatstruppen von Pennsylvania.
Bei den Kongresswahlen des Jahres 1864 wurde Boyer im sechsten Wahlbezirk von Pennsylvania in das US-Repräsentantenhaus in Washington, D.C. gewählt, wo er am 4. März 1865 die Nachfolge von John Dodson Stiles antrat. Nach einer Wiederwahl konnte er bis zum 3. März 1869 zwei Legislaturperioden im Kongress absolvieren. In dieser Zeit endete im April 1865 der Bürgerkrieg. Seit 1865 war die Arbeit des Kongresses von den Spannungen zwischen den Republikanern und Präsident Andrew Johnson belastet, die in einem nur knapp gescheiterten Amtsenthebungsverfahren gipfelten.
Im Jahr 1868 verzichtete Benjamin Boyer auf eine weitere Kandidatur. Seit 1882 war er Richter im Montgomery County. Er starb am 16. August 1887 in Norristown.